# Zungri
Zungri là một đô thị ở Calabria, nam Ý. Về mặt hành chính, đô thị này thuộc tỉnh Vibo Valentia. Đô thị này có diện tích 23 km2, dân số năm 2007 là 2095 người.